# John L. Sullivan (éléphant)
John L. Sullivan (vers 1860 - avril 1932) était un éléphant d’Asie mâle sans défense qui a joué dans le cirque Adam Forepaugh et, plus tard, dans les Ringling Bros. and Barnum & Bailey Circus.

## Biographie
Au début de sa carrière, John L. (nommé d'après le boxeur John L. Sullivan) a joué un numéro de boxe avec son entraîneur, Eph Thompson. John aurait placé un gant de boxe au bout de sa trompe pour se disputer avec Thompson. John est resté avec le cirque lorsque le spectacle Forepaugh s'est joint au Sells Brothers Circus, qui a ensuite rejoint le Ringling Brothers Circus.
Old John, comme il était connu depuis longtemps, est resté dans le cirque après avoir pris sa retraite. Il a gardé les enfants des artistes interprètes, fait de l'haltérophilie et a conduit le troupeau d'éléphants entre la piste et le train.
Le 9 avril 1922, John et les Dexter Fellows ont entamé un pèlerinage de 85 km entre le Madison Square Garden et le Elephant Hotel de Somers (New York) afin de rendre hommage à Old Bet, le premier éléphant d'Amérique. John est arrivé le 13 avril 1922. Il a déposé une gerbe sur le monument à Old Bet,.
Il est mort de vieillesse ou d'insuffisance cardiaque à Sarasota, en Floride, en 1932,.